# Kaikhosru Shapurji Sorabji

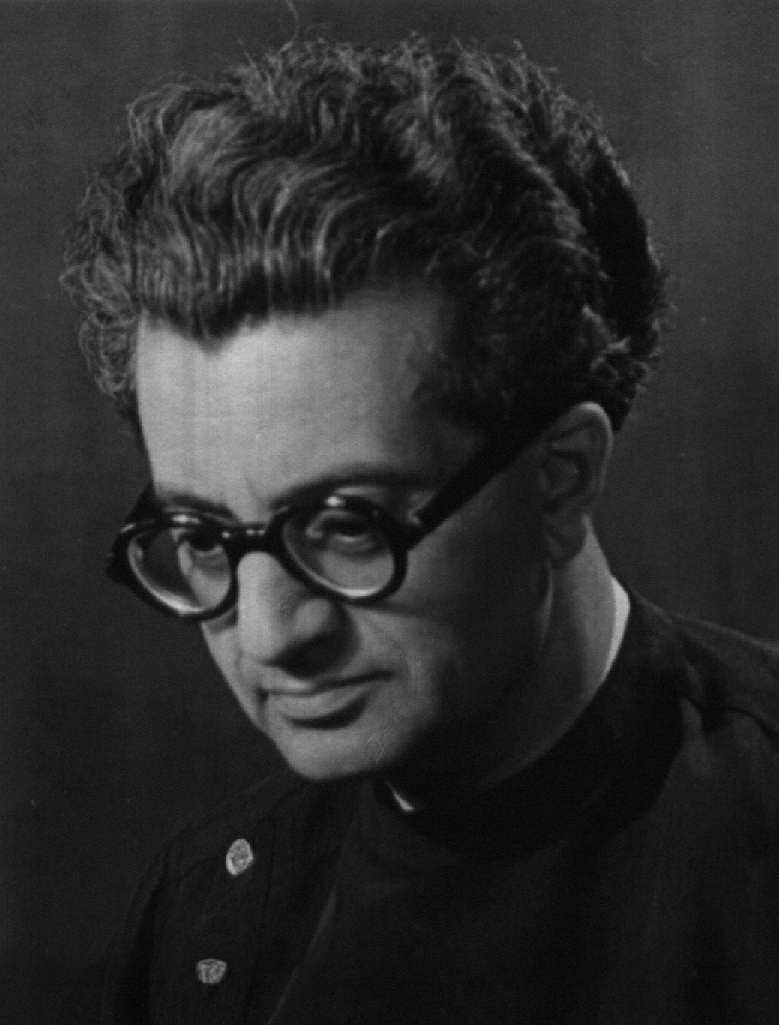
Kaikhosru Shapurji Sorabji (um 1950)

Kaikhosru Shapurji Sorabji (* 14. August 1892 in Chingford, Essex; † 15. Oktober 1988 in Winfrith Newburgh) war ein britischer Komponist, Pianist und Musikkritiker parsischer Herkunft.

## Werke
Sorabji war zeit seines Lebens ein musikalischer Außenseiter. Auch nach seinem Tod blieb der künstlerische Wert seiner Werke umstritten, gleichwohl wird die Originalität seines künstlerischen Ansatzes wie auch sein hochentwickeltes handwerkliches Können zunehmend anerkannt.
Die Werke von Kaikhosru Shapurji Sorabji zeichnen sich durch große stilistische Eigenständigkeit aus, hinzu kommen oft gigantische zeitliche Ausmaße und extreme spieltechnische Anforderungen. Westliche und östliche Einflüsse verschmelzen in einer durch Asymmetrie, Polyrhythmik und Verzierungsreichtum gekennzeichneten Musik.
Einen breiten Raum nimmt die Klaviermusik ein, die inzwischen von namhaften Interpreten wie John Ogdon, Marc-André Hamelin, Geoffrey Douglas Madge, Yonty Solomon, Donna Amato, Michael Habermann, Fredrik Ullén, Soheil Nasseri oder in neuester Zeit auch von Jonathan Powell aufgeführt wurde. Sein heute bekanntestes Werk ist das 1929/30 entstandene, etwa viereinhalb Stunden lange Opus clavicembalisticum.
Bei Grove Music Online sind die folgenden Werke aufgeführt:

### Instrumentalwerke
- Klavierkonzert Nr. 1, op. 3, 1915–16
- Klavierkonzert Nr. 2, op. 10, 1916–17 (nur als Auszug für zwei Klaviere erhalten)
- Klavierkonzert [Nr. 3], für Klavier und Kammerorchester, 1918
- Klavierkonzert [Nr. 4], 1918
- Klavierkonzert [Nr. 5] (veröffentlicht als Nr. 2), 1920
- Klavierkonzert [Nr. 6] (ursprünglich Nr. 3), 1922
- Klavierkonzert [Nr. 7] „Simorg-Anka“ für Klavier und Kammerorchester 1924
- Klavierkonzert Nr. 8 (ursprünglich Nr. 5), 1927–28
- Klavierkonzert [Nr. 9] „Opus clavisymphonicum“, 1957–59
- Sinfonie Variations für Klavier und Orchester, 1935–36 (nur Teil 1)
- Opusculum clavisymphonicum vel claviorchestrale für Klavier und Kammerorchester, 1973–75
- Chaleur, op. 5, um 1916–17
- Opusculum, 1923
- Klavierquintett Nr. 1, 1919–20
- Klavierquintett Nr. 2, 1932–33
- Concerto non grosso für Klavier, 4 Violinen, Viola und 2 Violoncelli, 1968
- Il tessuto d’arabeschi für Flöte und Streichquartett, 1979
- Fantasiettina atematica für Flöte, Oboe und Klarinette, 1981

### Vokalwerke
Vokalwerke mit Orchesterbegleitung
- Sinfonie [Nr. 1] für Chor und Orchester, 1921–22
- Black Mass für Chor und Orchester, 1922 (verloren, wahrscheinlich unvollendet)
- Sinfonie [Nr. 3] Jāmī für Bariton, Chor und Orchester, 1942–51
- Sinfonie High Mass für Chor und Orchester, 1955–61
- Medea (Musikdrama), 1916 (verloren, vermutlich unvollendet)
- Musik zu The Rider by Night (R. Nichols) für Vokalensemble und Kammerorchester, 1919 (teilweise verloren)
- 5 Sonette (Michelangelo) für Bariton und Kammerorchester, 1923

Vokalwerke mit Klavierbegleitung
- The Poplars, op. 2 Nr. 1 (J. Dučić), 1915
- Chrysilla, op. 1 Nr. 1 (H. de Régnier), 1915
- Roses du soir, op. 1 Nr. 2 (P. Louÿs), 1915
- L’heure exquise, op. 2 Nr. 2 (P. Verlaine), 1916
- Vocalise pour soprano fioriturata, op. 2 Nr. 3, 1916
- Vocalise [Nr. 2], 1916 (verloren)
- Apparition, op. 4 Nr. 3 (S. Mallarmé), 1916
- Hymne à Aphrodite, op. 4 Nr. 2 (L. Tailhade), 1916
- L’étang, op. 9 (M. Rollinat), 1917
- I was not sorrowful (E. Dowson), um 1917–18
- Le mauvais jardinier (I. Gilkin), um 1918
- 3 poèmes (C.P. Baudelaire, Verlaine), 1918–19
- 3 fêtes galantes (Verlaine), um 1919
- Arabesque (Mīrzā), 1920
- 3 poèmes (Sa‘dī), 1926
- L’irrémédiable (Baudelaire), 1927
- Movement (Vocalise), 1927 und 1931
- [3 poèmes] (Verlaine, Baudelaire), 1941
- Frammento cantato (H. Morlund), 1967
- Benedizione (St Francis of Assisi) für Stimmen und Orgel 1973

### Klavierwerke
- In a Summer Garden (Transkription von Delius, verloren), 1914
- The Reiterated Chord, 1916
- Sonata, op. 7, 1917
- Quasi habanera, op. 8, 1917
- Désir éperdu, 1917
- Sonata [Nr. 1], 1919
- 2 Klavierstücke, 1918 und 1920
- Fantaisie espagnole, 1919
- Sonata seconda, 1920
- Sonata III, 1922
- Preludium, Interludium und Fuge, 1920 und 1922
- 3 Pastiches, 1922
- Le jardin parfumé, 1923
- Valse-fantaisie, 1925
- Variazioni e fuga triplice sopra „Dies irae“, 1923–26
- Fragment Written for Harold Rutland, 1926 (überarbeitet 1928, 1937)
- Toccata [Nr. 1], 1928
- Jāmī, 1928
- Sonata IV, 1928–29
- Toccatinetta sopra CGF, 1929
- Passacaglia, 1929 (unvollendet)
- Opus clavicembalisticum, 1929–30
- Symphony II, 1930–31 (nur Klavierstimme, komponiert für Klavier, Orgel, Stimmen und Orchester)
- Fantasia ispanica, 1933
- Pasticcio capriccioso [nach Chopin: op. 64 Nr. 1], 1933
- Toccata seconda, 1933–34
- Sonata V „Opus archimagicum“, 1934–35
- Sinfonie Variations, 1935–37 (nur Klavierstimme, komponiert für Klavier und Orchester)
- Tāntrik Sinfonie, 1938–39
- Transcription in the Light of Harpsichord Technique (Transkription der Chromatischen Fantasie und Fuge von Johann Sebastian Bach), 1940
- Quaere reliqua hujus materiei inter secretiora, 1940
- Quaere reliqua hujus materiei inter secretiora, 1940
- Gulistān, 1940
- St. Bertrand de Comminges: „He was laughing in the tower“, 1941
- [100] Etudes transcendantes, 1940–44
- Rapsodie espagnole (Transkription nach Ravel), 1945
- Prelude Es-Dur (Transkription nach Johann Sebastian Bach: BWV 815a), 1945
- Concerto da suonare da me solo e senza orchestra, per divertirsi, 1946
- Schlussszene aus Salome (Transkription nach Richard Strauss), 1947
- Sequentia cyclica super „Dies irae“, 1948–49
- Le agonie, 1951 (unvollendet, verloren)
- Un nido di scatole, 1954
- Sinfonie Nr. 2, 1954
- Toccata terza, 1955[2]
- Passeggiata veneziana, 1955–56
- Rosario d’arabeschi, 1956
- Sinfonie Nr. 3, 1959–60
- Fantasiettina sul nome illustre dell’egregio poeta Christopher Grieve ossia Hugh M’Diarmid, 1961
- Sinfonie Nr. 4, 1962–64
- [104] Frammenti aforistici (Sutras), 1962–64
- [20] Frammenti aforistici, 1964
- Toccata quarta, 1964–67
- Symphonia brevis [Sinfonie Nr. 5], 1973
- Variazione maliziosa e perversa (nach Grieg La morte d’Åse), 1974
- Sinfonie Nr. 6 Symphonia claviensis, 1975–76
- [4] Frammenti aforistici, [1977]
- Sinfonie nocturne, 1977–78
- Variazioni frivole con una fuga anarchica, eretica e perversa (nach Rimski-Korsakow), 1978–79
- Villa Tasca: mezzogiorno siciliano (Evocazione nostalgica), 1979–80
- Opus secretum, 1980–81
- Passeggiata variata, 1981
- Passeggiata arlecchinesca sopra un frammento di Busoni (Rondò arlecchinesco), 1981–82
- [2] sutras sul nome dell’amico Alexis, 1981, 1984

### Orgelwerke
- Sinfonie Nr. 1, 1924
- Sinfonie Nr. 2, 1929–32
- Sinfonie Nr. 3, 1949–53

## Schriften
- Around Music, London: Unicorn Press 1932.
- Mi contra fa: The immoralisings of a Machiavellian musician, London: Porcupine Press, 1947 – Nachdruck New York: Da Capo Press, 1986.

## Diskographie
- KSS66: 100 Transcendental Studies for Piano, Volume 5 Nos 72 to 83, Fredrik Ullén, Klavier. Klassik Center Kassel, BIS-2223.[3]